# Sinônimos
"Sinônimos' é uma canção brasileira composta por Paulo Sérgio Valle, Cláudio Noam e César Augusto e interpretada pela dupla Chitãozinho & Xororó, tendo sido lançada no álbum da dupla Aqui o Sistema É Bruto, em 2004. A música contou com a participação de cantor Zé Ramalho, que posteriormente também a gravou numa versão solo e ao vivo.
Mesclando sertanejo com poesia, a canção é narrada através do ponto de vista de um personagem que está refletindo sobre o significado do amor, sentimento universal que pode, em muitos momentos, trazer sofrimentos, dúvidas e acabar machucando, porém é um mistério que vale a pena ser descoberto e vivido.
"Sinônimos" fez parte da trilha sonora das telenovelas A Escrava Isaura (2004) e A Favorita (2008), da Record e TV Globo, respectivamente. Em 2023, Chitãozinho & Xororó regravaram a canção ao lado da cantora Ana Castela para a abertura da trama Terra e Paixão.

## Versões

### Zé Ramalho
"Sinônimos" é uma canção do cantor e compositor Zé Ramalho lançada em 2005 em seu álbum Zé Ramalho ao vivo. Foi gravada em março daquele ano em São Paulo. Em 2021, o cantor lançou outra versão da canção, dessa vez com Overdrive Duo.

### Ana Castela
"Sinônimos" é uma canção da cantora e compositora Ana Castela com participação da dupla sertaneja Chitãozinho & Xororó, lançada em 8 de maio de 2023 pela gravadora Onda Musical. A canção serviu de trilha de abertura para a novela Terra e Paixão, exibida pela TV Globo entre 8 de maio de 2023 e 19 de janeiro de 2024.